# CIA販毒指控

中央情報局

美國中央情報局（CIA）被指控參與進行非法毒品貿易。相關的書籍及調查報導引起不少注意，包括歷史學家阿弗雷德·麥科伊、教授及外交官彼得·戴爾·史考特、記者加里·韋布與亞歷山大·科克本爾恩以及作家拉里·科林斯。這些指控導致美國政府開展調查，包括由美國眾議院、美國參議院、司法部及CIA總監察長辦公室進行聆訊和報告。多數的調查都沒有明確指出CIA有直接指揮販毒，但有部分其他形式的間接販毒活動。

## 背景
根據美國記家兼作家提姆·韋納指出，中央情報告自從1947年成立以來就「被指控以對抗共產主義為名與全世界各地的販毒人士組成聯盟」。
1970年代初，歷史學家阿弗雷德·麥科伊指控美國官員「出於政治與軍事考慮對東南亞販毒的貪污人士縱容甚至合作」，並指出CIA明知並繼續參與緬甸、泰國與老撾的金三角地區海洛英的生產。美國國務院對最初的指控宣稱他們「未能找到任何證據證明」。後續由中央情報局總監察長辦公室、美國眾議院外交委員會及美國參議院情報特別委員會為研究政府情報活動（即丘奇委員會）進行的調查亦未有發現足夠證據支持指控。
1980年代，美國記者安東尼·阿弗爾干及馬爾他·霍尼宣稱拉彭卡爆炸案的肇事者與CIA間諜及尼加拉瓜民主力量金援毒品的「秘密小隊」有關。隨後克里斯蒂克機構為兩位記者入稟2400萬美元的民事訴訟，起訴30位被告，包括中情局官員非法參與暗殺行動，以及販賣軍火和毒品。美國佛羅里達南區聯邦地區法院一名法官判稱原告「沒有表明存在實質性事實的真正問題」，並要求克里斯蒂克機構支付超過100萬美元的律師費和訟費。美國聯邦第十一巡迴上訴法院再次確認了相關判決，而美國最高法院拒絕批准再次上訴並維持原有判決。
1996年8月，加里·韋布在《聖何塞水銀新聞》發表一篇分為三部分的文章，題為《黑暗聯盟》。韋布的系列提出指控，指美國政府官員，包括中央情報局（CIA）及司法部僱員，無視或包庇南加州的販毒者，而該批販毒者與尼加拉瓜民主力量有關。美國司法部總監察長辦公室、中央情報局總監察長辦公室及美國眾議院情報委員會都否認相關指控。

## 金三角地區
朝鮮戰爭期間，中情局第一項販毒的指控在1949年後浮出水面，起源於一項交易，美國向蔣介石被打販的軍隊提供武器並以情報作為交換。後來在該地區，中情局從1961年至1975年間贊助老撾「秘密戰爭」，多次被指控在金三角地區販賣海洛英。
為了對抗老撾巴特寮的共產主義運動，中情局利用苗族蒙人進行「秘密戰爭」。受戰爭影響，苗族蒙人依賴種植罌粟為硬通貨。巴特寮於1964年攻佔石缸平原，導致老撾王國空軍無法在石缸平原降落C-47運輸機進行鴉片運輸。老撾王國空軍並無可以降落在山頂鴉片種植區泥土跑道的輕型飛機。由於缺乏運輸鴉片的方式，苗族蒙人面臨經濟打擊。此時，CIA掩護機構美利堅航空，成為老撾北部唯一的提供航線的公司。阿弗雷德·麥科伊寫道：「根據幾項未經證實的來源，美利堅航空開始從石缸平原北部和東部的山上村莊運送鴉片至CIA線人王寶在龍鎮的總部。
CIA的掩護公司美利堅航空也被指控從協助蒙人王寶運送鴉片和海洛英中獲利，或對老撾軍隊類似做法「視而不見」。相關指控亦獲得前老撾CIA準軍事組織人員安東尼·波謝普尼、前美利堅航空機師，及其他參與戰爭的人員支持。相關情形亦有在電影《美利堅航空》作出描述。拉里·科林斯指控：
在越南戰爭期間，美國在老撾的行動大部分都由中情局負責。中情局在那裡的代理人是一名老撾將軍王寶，並在老撾北部指揮第二軍區。他為了中情局招募了3萬名苗族蒙人。這些人繼續一如既往種植鴉片。不久之後，有人—有未經證實的指控指為來自佛羅里達州的黑手黨家族—在第二軍區成立海洛英毒品提煉實驗室。實驗室的製成品之後被CIA的掩護航空公司美利堅航空的飛機運走。麻醉藥物和危險藥物管理局（美國緝毒局前身）的兩位間諜嘗試搶佔美利堅航空的飛機。
1968年，《滾石》雜誌提供了更多與CIA有關的老撾鴉片貿易文件，1972年再有美國記者阿弗雷德·麥科伊提供。麥科伊指出：
多數情況下，CIA的角色參與各種形式的同謀、放任或無視毒品貿易，而非直接進行毒品交易……CIA並沒有處理海洛英，但向毒梟提供運輸、武裝及政治保護。總的來說，CIA在東南亞海洛英貿易的角度主要為間接同謀而非直接罪責。
然而，航空歷史學家威廉·萊里寫道美利堅航空並無參與毒品交易，並根據於1965年至1975年間在老撾居住的物理學家及公共衛生專家約瑟夫·威斯特米弗，「美國擁有的航空公司對於在老撾運入或運出鴉片毫不知情，其美國機師亦未有在運送期間獲得利潤」。航空歷史學家庫爾蒂斯·皮布爾斯亦否認美利堅航空僱員參與鴉片運輸。

## 延伸閱讀
- Scott, Peter Dale; Marshall, Jonathan. . University of California Press. 1998. ISBN 0-520-21449-8.
- Scott, Peter Dale. . . Rowman & Littlefield. 2003. ISBN 978-0-7425-2522-1.
- Kruger, Henrik. . South End Press. 1980. ISBN 0-89608-031-5.
- Kwitny, Jonathan. . Touchstone Books. 1988. ISBN 978-0-671-66637-8.
- Levine, Michael. . Thunder's Mouth Pr. 1993. ISBN 978-1-56025-084-5.
- McCoy, Alfred W.; Read, Kathleen B. . Harper & Row. 1972. ISBN 0060129018. （原始内容存档于2015-02-16）. (The link is to the complete text of this book.)
- McCoy, Alfred W. . Lawrence Hill & Co. 2003. ISBN 1-55652-483-8.
- Webb, Gary. . Seven Stories Press, U.S. 1999. ISBN 1-888363-93-2.
- Cockburn, Alexander; St-Clair, Jeffrey. . Verso. 1998. ISBN 9781859841396.

### CIA及司法部報告
- Overview of CIA/IG Investigation (January 29, 1998)—A short summary of The Inspector General's Report of Investigation regarding allegations of connections between CIA and the Contras in cocaine trafficking to the United States.

1. Report of Investigation—Volume I: The California Story (January 29, 1998) —The Inspector General's Report of Investigation regarding allegations of connections between CIA and the Contras in cocaine trafficking to the United States. Volume I: The California Story.
2. Report of Investigation – Volume II: The Contra Story (October 8, 1998)—The Inspector General's Report of Investigation regarding allegations of connections between CIA and the Contras in cocaine trafficking to the United States. Volume II: The Contra Story.

- USDOJ/OIG Special Report. The CIA-Contra-Crack Cocaine Controversy: A Review of the Justice Department's Investigations and Prosecutions （页面存档备份，存于） (December, 1997)

## 外部連結
- Frontline: Guns, Drugs, and the CIA （页面存档备份，存于）
- Congressional Testimony of Peter Kornbluh （页面存档备份，存于）